# نقرس
نِقرِس شکلی از آرتریت التهابی است که در اثر افزایش مداوم میزان اسید اوریک بدن به وجود می‌آید و سبب علائمی از جمله تورم، حملات التهاب، آرتروز حاد، داغ شدن و قرمزیِ مفاصل بدن یا توفوس و سنگ کلیه می‌شود.
ورم مفاصل همراه با سوزش، التهاب و قرمزی معمولاً از ویژگی‌های آن است. مفصل متاتارسوفالانژیال در ابتدای شست پا متداول‌ترین ناحیه ابتلا به این بیماری است (حدود ۵۰٪ از موارد را شامل می‌شود). با این حال، این بیماری می‌تواند در قالب توفوس، سنگ کلیه، یا نفروپاتی اسید اوریک نیز ظاهر شود. عامل این بیماری افزایش میزان اسید اوریک در خون است و اسید اوریک باعث ایجاد کریستال می‌شود، و کریستال‌ها در مفاصل، تاندون‌ها و بافت‌های اطراف رسوب می‌کند. در صورت مشاهده این کریستال‌های خاص در مایع مفصلی، از ابتلا به این بیماری اطمینان حاصل می‌شود.
درمان با داروهای ضد التهاب غیر استروئیدی (NSAID)، استروئید، یا کُلشیسین باعث بهبود سندرم‌های بیماری می‌شود. پس از اینکه حمله حاد این بیماری فروکش کرد، میزان اسید اوریک را معمولاً با ایجاد تغییراتی در سبک زندگی کاهش می‌دهند، و در مواردی که حملات پیاپی وجود دارد، با مصرف آلوپورینول یا پروبنسید از افزایش آن جلوگیری می‌کنند. مصرف چربی و کلسترول زیاد نیز باعث شیوع درد در مفاصل بدن می‌شود.

## نشانه‌ها و علائم

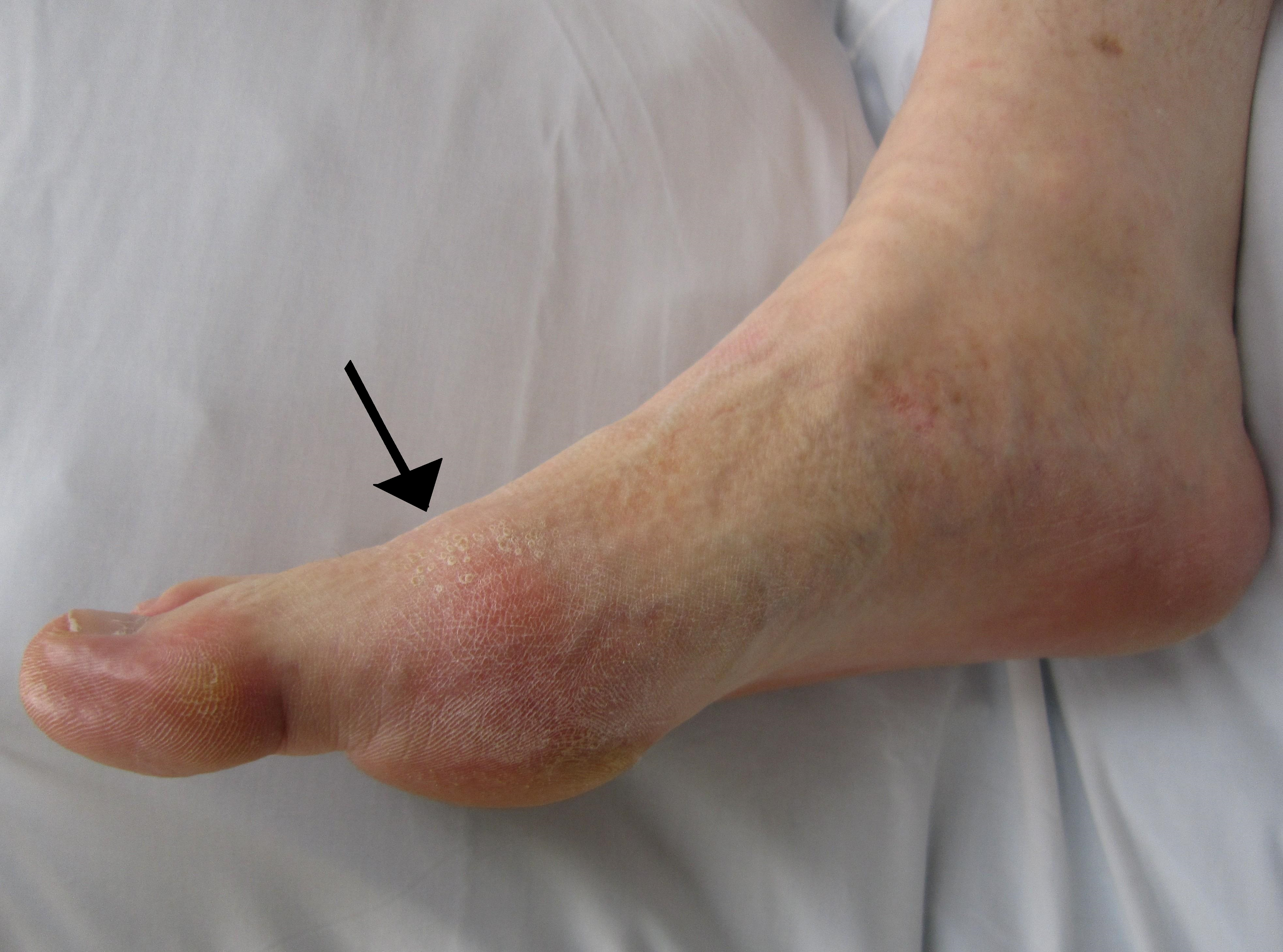
نمونه نقرس که در مفصل متاتارسوفالانژیال شست پا ظاهر شده است و قرمزشدگی خفیف پوست روی مفصل بیانگر وجود آن است.

نقرس می‌تواند به شکل‌های مختلف ظاهر شود، گرچه متداول‌ترین آن حملات پیاپی آرتروز التهابی حاد (نوعی ورم مفصل همراه با سوزش، التهاب و قرمزی) است. درد در محل اولین مفصل متاتارسوفالانژیال (محل اتصال شست پا به کف پا) اولین نشانه بیماری در حدود نیمی از مبتلایان به نقرس است. این نشانه (درد در محل اتصال شست پا به کف پا) پوداگرا (به انگلیسی: podagra) نامیده می‌شود. علاوه‌براین مفصل، مفاصل دیگر نیز مانند پاشنه‌ها، زانوها، مچ‌ها و انگشتان ممکن است به این بیماری مبتلا شوند. درد مفاصل معمولاً پس از ۲ تا ۴ ساعت و در طول شب شروع می‌شود و پس از ۱۲ ساعت به بالاترین میزان خود می‌رسد. شروع درد آن در شب به دلیل پایین بودن دمای بدن در آن زمان است. علائم دیگر ممکن است در موارد معدودی همراه با درد مفصل بروز کنند، مانند خستگی و تب شدید.
افزایش طولانی مدت میزان اوریک اسید (هایپراوریسمی) می‌تواند باعث بروز علائم دیگری نیز بشود، از جمله رسوب سفت و بی دردِ کریستال‌های اسید اوریک که به توفوس معروف‌اند. توفوس شدید می‌تواند به علت سائیدگی استخوان منجر به آرتروز مزمن شود. افزایش طولانی میزان اسید اوریک همچنین ممکن است منجر به رسوب کردن کریستال‌ها در کلیهها و ایجاد سنگ و سنگ کلیه اوراتی گردد.

## علل بیماری
هایپراوریسمی علت اصلی نقرس می‌باشد، که می‌تواند به دلایل مختلفی رخ دهد، از جمله رژیم غذایی، استعداد ژنتیکی، یا دفع ناقص اورات، یعنی نمک‌های اسید اوریک. دفع ناقص اوریک اسید توسط کلیه‌ها عامل اصلی هایپراوریسمی است که حدود ۹۰٪ موارد را شامل می‌شود؛ از طرف دیگر، تولید بیش از حد آن حدود ۱۰٪ موارد را تشکیل می‌دهد. حدود ۱۰٪ از افراد دارای هایپراوریسمی در دوره‌ای از زندگی خود به نقرس مبتلا می‌شوند. با این حال، خطر آن بسته به درجه هایپراوریسمی متغیر است. وقتی میزان آن بین ۴۱۵ تا ۵۳۰ μmol/l (۷ تا ۹/۸ میلی‌گرم در دسی لیتر) باشد، خطر ۵/۰٪ در سال است، در حالی که در موارد بالای ۵۳۵μmol/l (۹ میلی‌گرم در دسی لیتر)، خطر ۵/۴٪ در سال است.

### سبک زندگی
عوامل وابسته به رژیم غذایی حدود ۱۲٪ از موارد ابتلا به نقرس را شامل می‌شود، و ارتباطی خاص با مصرف الکل، نوشیدنی‌های حاوی فروکتوز، گوشت و غذاهای دریایی دارد. عوامل دیگر عبارتند از تروما و جراحی. مطالعات اخیر نشان داده است عوامل تغذیه‌ای که زمانی مرتبط دانسته می‌شد در واقع شامل مصرف سبزیجات سرشار از پورین (مانند لوبیا، نخود، عدس و اسفناج) و پروتئین کامل نمی‌شود. مصرف ویتامین ث و فراورده‌های لبنی، همراه با ورزش، ظاهراً خطر ابتلا به این بیماری را کاهش می‌دهد. تصور می‌شود دلیل آن تا حدودی به علت اثر آن‌ها در کاهش مقاومت به انسولین باشد.

### ژنتیک
ابتلا به نقرس تا حدی ژنتیکی است، که حدود ۶۰٪ از تنوع ژنتیکی در میزان اسید اوریک را تشکیل می‌دهد. سه ژن با نام‌های SLC2A9، SLC22A12 و ABCG2 یافت شده‌اند که با نقرس ارتباط متداول دارد، و تنوع آن‌ها می‌تواند خطر ابتلا به آن را حدوداً دو برابر کند. با از بین رفتن عملکرد ژن‌های SLC2A۹ و SLC22A۱۲، جذب اورات کاهش یافته و اورات اضافی ترشح می‌شود و سبب هایپراوریسمی وراثتی می‌گردد. تعدادی از اختلالات نادر ژنتیکی، مانند نفروپاتی هایپراوریسمی جوانی خانوادگی، بیماری کلیوی کیستی مدولاری، بیش فعالیت سنتتاز فسفوریبوزیل پیروفسفات، و نقص هایپوکزانتین-گوانین فسفوریبوزیل ترنسفرات چنان‌که در سندرم لش نیهان مشاهده می‌شود، با نقرس مرتبط هستند.

### بیماری‌ها
نقرس غالباً همراه با بیماری‌های دیگر بروز می‌کند. سندرم متابولیک، ترکیبی از چاقی شکم، زیادی فشار خون، مقاومت به انسولین و میزان غیرعادی لیپید، در حدود ۷۵٪ از موارد ظاهر می‌شود. بیماری‌های دیگری که از عوارض نقرس می‌باشند عبارتند از: پلی سایتمی، مسمویت سرب، نارسایی کلیه، کم خونی همولیتیک، پسوریازیس و پیوند اندام. اگر شاخص توده بدنی در مردان بیش از ۳۵ یا برابر با آن باشد، خطر ابتلا به نقرس سه برابر می‌شود. قرارگیری در معرض سرب به‌طور مداوم و الکل آلوده به سرب به دلیل اثر مضری که روی عملکرد کلیه‌ها می‌گذارند، جزء عوامل خطرزای نقرس هستند. سندروم لش نیهان اغلب با آرتروز نقرسی همراه است.

### داروها
داروهای ادرارآور با حملات نقرس در ارتباط بوده است. با این حال، به نظر نمی‌رسد هیدروکلروتیازید با دز کم باعث افزایش خطر ابتلا به آن شود. داروهای دیگری که با این بیماری در ارتباط بوده‌اند عبارتند از نیاسین و آسپیرین (اسید استیل سالیسیلیک). داروهای سرکوبگر سیستم ایمنی، سیکلوسپورین و تاکرولیموس نیز با خطر ابتلا به نقرس در ارتباط هستند، به‌خصوص زمانی که داروهای سرکوبگر سیستم ایمنی همراه با هیدروکلروتیازید مصرف شوند.

در کنار داروهای شیمیایی، عصاره گیاه گزنه به دلیل داشتن ماده مؤثر کوئرسیتین، تولید و آزادسازی TNF-α را که از مهم‌ترین عوامل ایجادکننده التهابدر آرتریت روماتوئید است را کاهش می‌دهد. همچنین وجود فلاونوئیدها و پلی فنول‌هایی که در عصاره این گیاه وجود دارد، با مهار رهاسازی هیستامین از ماست سل‌ها و مهار آنزیم ۵-لیپواکسیژناز دخیل در سنتز LTB4، سبب اثرات ضد دردی می‌شوند. این فلاونوئیدها از اتصال فاکتور NF–kB به DNA جلوگیری کرده و مانع از تشکیل کمپلکس NFkB–DNA می‌شوند. اثر دیگر آن‌ها، ممانعت از مهار فاکتور IkB–α (فاکتور تخریبی NF–kB) است که در نتیجه آن مانع از ایجاد التهاب می‌شوند.

### پاتوفیزیولوژی

اوریک اسید نقرس اختلالی از متابولیسم پورین است، و زمانی بروز می‌کند که متابولیت آخر آن، یعنی اوریک اسید، در قالب اورات منوسدیم به شکل کریستال در می‌آید، و در مفاصل، تاندون‌ها و بافت‌های اطراف آن‌ها رسوب می‌کند. سپس این کریستال‌ها واکنشی التهابی از طرف سیستم ایمنی را در یک ناحیه خاص برانگیخته می‌کنند، در حالی که یکی از پروتئین‌های مهم در آبشار التهابی اینترلوکین می‌باشد. از دست رفتن اوریکاز به‌طور پیش رونده در انسان و نخستی‌سانان بزرگتر، که باعث تجزیه اسید اوریک می‌شود، سبب متداول بودن این بیماری شده است.

عوامل رسوب کردن اسید اوریک هنوز به خوبی کشف نشده است. گرچه هرقدر مقدار اسید اوریک بیشتر شود احتمال کریستال شدن آن هم افزایش می‌یابد، ولی ممکن است در مقادیر معمولی هم کریستال ایجاد شود. دیگر عواملی که تصور می‌شود در برانگیختن مرحله حاد آرتروز نقش مهمی دارند عبارتند از دماهای سرد، تغییرات ناگهانی در میزان اسید اوریک، اسیدوز، آب رسانی مفصلی، و پروتئین‌های بافت‌مانه برون‌یاخته‌ای، مانند پروتئین گلیکوزیل شده، کلاژن و کندرویتین سولفات. اینکه رسوب‌گذاری در دماهای پایین افزایش می‌یابد تا حدی توجیه می‌کند که چرا مفاصل پا متداول‌ترین نقاط بروز این بیماری است. تغییرات ناگهانی در میزان اسید اوریک ممکن است به دلایل مختلفی رخ دهد، از جمله تروما، جراحی، شیمی درمانی، داروهای ادرارآور، و شروع مصرف آلوپورینول یا دست کشیدن از مصرف آن. مسدودکننده‌های کانال کلسیم و لوزارتان در مقایسه با دیگر داروهای مخصوص زیادی فشار خون خطر کمتری را همراه دارند.

## تشخیص

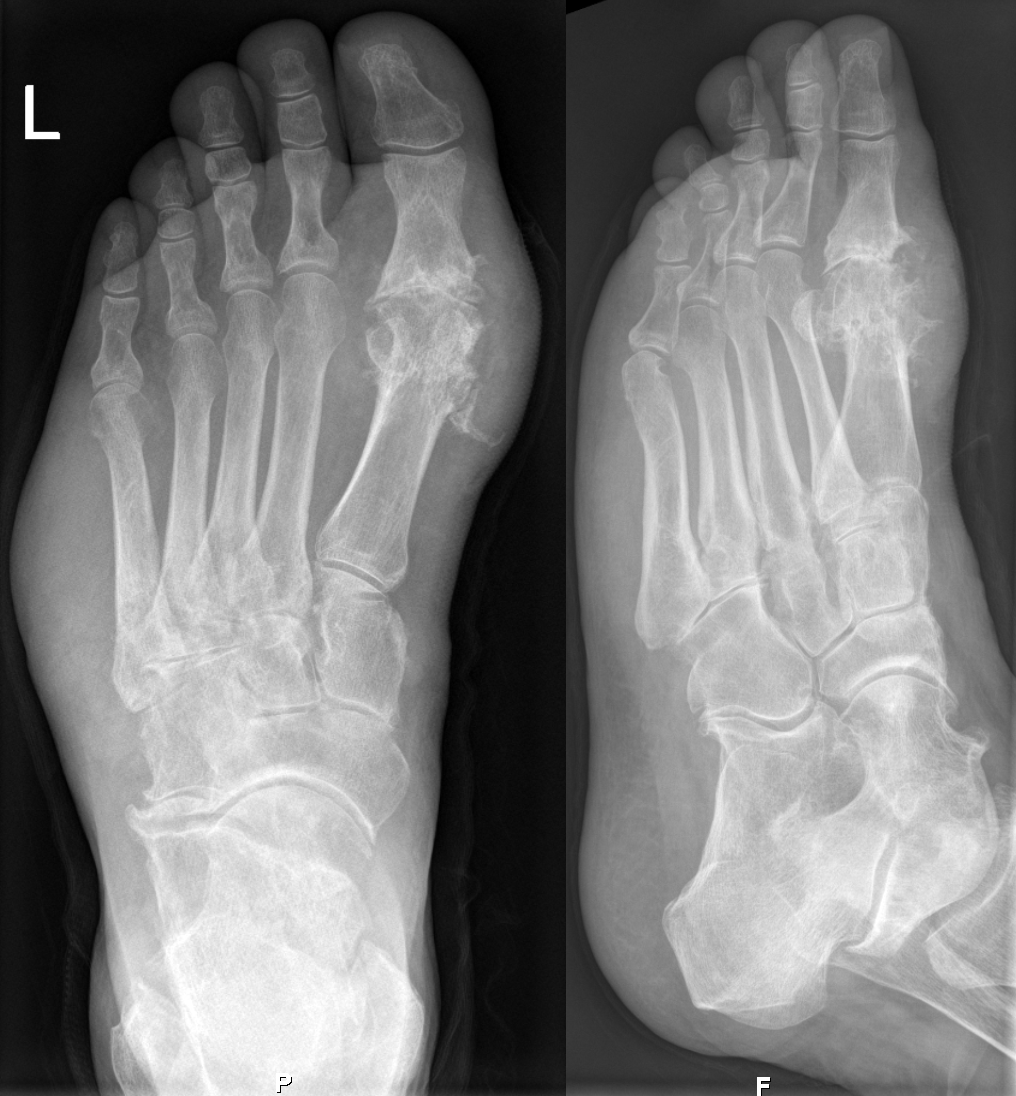
Gout on پرتو ایکس of a left foot: نقطه معمول بروز نقرس مفصل شست پا است. به ورم بافت نرم واقع در تیغه پا نیز توجه کنید.

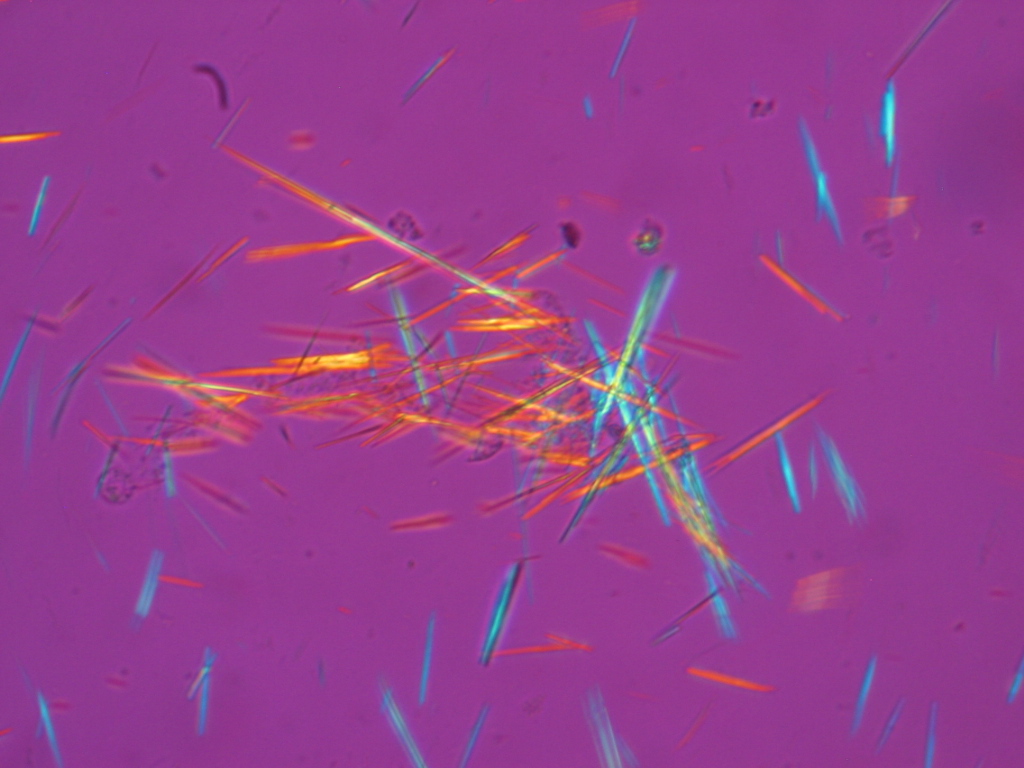
رشته‌های کریستال‌های اوریک اسید از یک نمونه مایع مفصلی که با یک میکروسکوپ دارای نور پولاریزه عکسبرداری شده است.

تشکیل کریستال‌های اوریک اسید در مفاصل با ابتلا به بیماری نقرس در ارتباط است. نقرس را می‌توان در افرادی که مبتلا به هایپراوریسمی و نقرس شست پا هستند بدون نیاز به بررسی‌های بیشتر تشخیص داد و دوره درمان را آغاز کرد. با این حال، اگر نسبت به تشخیص آن شکی وجود داشته باشد، باید آزمایش مایع مفصلی را انجام داد. گرچه استفاده از پرتو ایکس برای تشخیص نقرس مزمن مفید است، کارایی خاصی در حملات حاد ندارد.

### مایع سینوویال
یک تشخیص قطعی برای بیماری نقرس بر پایه شناسایی بلورهای مونوسدیم اورات در مایع سینوویال یا یک توفوس می‌باشد. کلیه نمونه‌های مایع سینوویال بدست آمده از مفاصل متورمی که به این بیماری تشخیص داده نشده‌اند باید برای وجود این بلورها بررسی گردند. تحت میکروسکپی نور قطبیده، این بلورها دارای ریخت سوزنی‌شکل و یک شکست مضاعف منفی قوی می‌باشند. انجام این تست دشوار بوده و برای انجام آن اغلب به یک معاینه‌گر آموزش‌دیده نیاز است. همچنین این مایع باید به نسبت خیلی سریع پس از مکش از بدن مورد بررسی قرار گیرد چرا که دما و pH بر میزان حلالیت آن تأثیر می‌گذارد.

### آزمایش‌های خون
هیپراوریسمی (بالا بودن اسید اوریک خون) یک ویژگی کلاسیک نقرس است، اما این بیماری در نیمی از موردها بدون هیپراوریسمی رخ می‌دهد، و اغلب افراد دارای سطوح بالای اسید اوریک هرگز به نقرس مبتلا نمی‌شوند. به همین علت، کاربرد اندازه‌گیری اسید اوریک در تشخیص این بیماری بسیار محدود می‌باشد. هیپراوریسمی (بالا بودن اسید اوریک خون) به حالتی گفته می‌شود که در آن سطح اورات پلاسما در مردان بالاتر از ۴۲۰ μmol/l (7.0 mg/dl) و در زنان بالاتر از ۳۶۰ μmol/l (6.0 mg/dl) باشد. سایر آزمایش‌های خونی که به صورت رایج انجام می‌گیرند عبارتند از شمارش تعداد گلبول‌های سفید خون، الکترولیت‌ها، عملکرد کلیه‌ها، و نرخ رسوب گلبول‌های قرمز (ESR). اما با این حال، هم گلبول‌های سفید خون و هم ESR می‌توانند در غیاب عفونت و در نتیجه نقرس در سطوح بالایی قرار داشته باشند. شمار تعداد گلبول‌های سفید خون برابر با میزان بالای ۴۰٫۰×۱۰۹/l (۴۰٬۰۰۰/mm۳) ثبت شده است.

### تشخیص افتراقی
مهم‌ترین تشخیص افتراقی در نقرس آرتروز عفونی می‌باشد. این موضوع باید در افراد دارای علایم عفونت یا بیمارانی که در امر درمان بهبودی‌ای از خود نشان نداده‌اند لحاظ گردد. برای کمک در امر تشخیص می‌توان رنگ‌آمیزی گرام و پرورش مایع سینوویال را انجام داد. از جمله شرایط دیگری که شبیه به این مورد به نظر می‌رسند شامل شبه‌نقرس و آرتروز روماتیسمی می‌باشند. توفوس نقرسی، به ویژه در مواردی که در مفصل واقع نشده است، می‌تواند با کارسینوم سلول قاعده‌ای، یا دیگر نئوپلاسم‌ها اشتباه گرفته شود.

## پیشگیری
هم تغییرات در سبک زندگی و هم داروها می‌توانند به کاهش سطوح اسید اوریک منجر شوند. انتخاب‌های رژیم غذایی و سبک زندگی مؤثر شامل کاهش مصرف مواد غذایی نظیر گوشت و غذاهای دریایی، مصرف کافی ویتامین C، محدود کردن مصرف الکل وفروکتوز (شهد میوه)، و اجتناب از مرض چاقی می‌باشد. یک رژیم غذایی کم‌کالری در مردان چاق، سطوح اسید اوریک را به میزان ۱۰۰ µmol/l (1.7 mg/dl) کاهش داده است. مصرف روزانه ۱٬۵۰۰ mg ویتامین C، خطر ابتلا به نقرس را به میزان ۴۵٪ کاهش می‌دهد. مصرف قهوه، و نه چای، خطر ابتلا به نقرس را کاهش می‌دهد. نقرس ممکن است در نتیجه آزادسازی پورین‌ها از سلول‌های دچار قحطی اکسیژن، در درجه بعدی پس از آپنه خواب رخ دهد. دریافت پروتئین بدن از منابع کم چربی لبنی. درمان آپنه می‌تواند بروز حملات را کاهش دهد.
خوردن مقداری کمی سرکه سیب در شب نیز احتمال بهبودی را بیشتر می‌کند

## درمان
هدف اصلی از درمان، فرونشاندن علایم یک حمله حاد می‌باشد. از طریق مصرف داروهای مختلفی که به منظور کاهش سطوح اسید اوریک سرمی استفاده می‌شوند می‌توان از تکرار حملات جلوگیری نمود. اعمال یخ به مدت ۲۰ الی ۳۰ دقیقه و چندین مرتبه در روز باعث کاهش درد می‌شود. از جمله گزینه‌های موجود برای درمان شرایط حاد شامل داروهای ضد التهاب غیر استروئیدی (NSAIDها)، کلشیسین و استروئیدها می‌باشد، در حالی که گزینه‌های موجود برای پیشگیری شامل آلوپورینول، فبوکسوستات و پروبنسید می‌باشد. کاهش سطوح اسید اوریک می‌تواند این بیماری را درمان کند. درمان بیماری‌های همراه بیمار نیز از اهمیت زیادی برخوردار است.

### NSAIDها
NSAIDها، درمان معمول و درجه نخست برای نقرس به حساب می‌آیند، و هیچ‌کدام از عامل‌های NSAID خاص دارای تأثیر بسیار بیشتر یا بسیار کمتر از عامل‌های NSAID دیگر نمی‌باشد. بهبود شرایط بیمار ممکن است ظرف چهار ساعت اول پس از مصرف دارو مشاهده شود، و ادامه درمان به مدت یک تا دو هفته توصیه می‌گردد. اما با این حال، این داروها برای بیمارانی که دچار مشکلات پزشکی خاص دیگر نظیر خون‌ریزی معدی روده‌ای، عملکرد نامناسب کلیه‌ها، یا عملکرد نامناسب قلب می‌باشند، توصیه نمی‌گردد. با وجود آنکه از لحاظ تاریخی، ایندومتاسین رایج‌ترین NSAID استفاده شده بوده است، یک داروی جایگزین نظیر ایبوپروفن، می‌تواند در غیاب اثرگذاری بهتر، به دلیل عوارض جانبی کمتر آن ترجیح داده شود. برای آن دسته از بیمارانی که در معرض عوارض جانبی معدی NSAIDها قرار دارند، می‌توان یک مهارکننده پمپ پروتون اضافی را نیز تجویز نمود.

### کلشیسین
کلشیسین برای آن دسته از بیمارانی که قادر به تحمل NSAIDها نمی‌باشند یک داروی جایگزین می‌باشد. عوارض جانبی آن (در درجه نخست، آشفتگی معدی روده‌ای) استفاده از آن را محدود می‌کند. اما با این حال، آشفتگی معدی روده‌ای به دوز مصرفی بستگی دارد، و احتمال دچار شدن به آن را می‌توان با استفاده از دوزهای مصرفی کمتر ولی همچنان مؤثر، کاهش داد. کلشیسین می‌تواند با برخی از داروهای تجویز شده رایج دیگر نظیر آتورواستاتین و اریترومایسین و برخی از داروهای دیگر برهمکنش داشته باشد.

### استروئیدها
گلوکوکورتیکوییدها به همان میزان NSAIDها مؤثر تشخیص داده شده‌اند و در صورت وجود موارد منع استفاده برای NSAIDها قابل استفاده می‌باشند. این عامل‌ها در صورت تزریق به داخل مفصل نیز به بهبود منجر می‌شوند؛ با این وجود، یک مورد استثناء عفونت مفصلی می‌باشد چرا که استروئیدها این بیماری را حادتر می‌کنند.

### پگلوتیکاس
پگلوتیکاس (Krystexxa) در سال ۲۰۱۰ در ایالات متحده برای درمان نقرس تأیید شده است. این دارو برای ۳٪ از بیمارانی که تاب مصرف داروهای دیگر را ندارند یک گزینه به‌شمار می‌رود. پگلوتیکاس هر دو هفته یک بار به صورت یک تزریق درون‌وریدی استعمال می‌شود، و دیده شده است که در این گروه جمعیتی بیماران باعث کاهش سطوح اسید اوریک می‌شود.

### پروفیلاکسیس
شماری از داروها برای پیشگیری از رخدادهای مجدد نقرس سودمندند، از جمله مهارکننده زانتین اکسیداز (شامل آلوپورینول و فبوکسوستات) و اوریکوزوریک‍ها (شامل پروبنسید و سولفین‌پیرازون). بنا بر دلایل نظری دال بر حادتر شدن حمله، تجویز این داروها معمولاً تا قبل از گذشت یک تا دو هفته پس از بهبود یک حمله حاد آغاز نمی‌شود، و اغلب برای سه تا شش ماه اول به صورت ترکیبی با یک NSAID یا با یک کلشیسین مورد استفاده قرار می‌گیرند. تجویز این داروها معمولاً تا قبل از آنکه بیمار دو حمله نقرس داشته باشد توصیه نمی‌شوند، مگر آنکه تغییرات مفصلی ویرانگر، تیفوس، یا نارسایی کلیوی اورات حاضر باشد، چرا که تا این تاریخ این داروها مقرون‌به‌صرفه تشخیص داده نشده‌اند. اقدامات مقتضی جهت کاهش سطوح اورات باید افزایش داده شوند تا جایی که سطوح اسید اوریک سرمی به پایین‌تر از ۳۰۰–۳۶۰ µmol/l (5.0–6.0 mg/dl) برسد، و این اقدامات باید به صورت نامحدود ادامه یابند. اگر در زمان یک حمله، این داروها به‌طور دیرینه‌ای مورد استفاده قرار گرفته‌اند، توصیه می‌شود استفاده از آن‌ها را ادامه ندهید. اگر امکان پایین آوردن سطوح اسید اوریک به پایین‌تر از ۶٫۰ mg/dl وجود ندارد و حملات تکرارشونده‌ای دیده می‌شود، بدین صورت تلقی می‌شود که بیماری نقرس موجود در برابر درمان مقاوم است. به‌طور کلی به نظر می‌رسد اثربخشی پروبنسید کمتر از آلوپورینول باشد.
نوعاً داروهای اوریکوزوریک در صورتی ترجیح داده می‌شوند که ترشح ناقص اسید اوریک، به صورتی که جمع‌آوری ۲۴-ساعته مایع ادرار که در ظروف مخصوص  بایگانی‌شده  در ۱۹ نوامبر ۲۰۱۵ توسط Wayback Machine خود طی شرایط خاص، مقدار اسید اوریک کمتر از ۸۰۰ mg منجر شود، مشاهده گردد. با این وجود، در صورتی که بیمار دارای سابقه سنگ کلیه باشد تجویز این داروها توصیه نمی‌گردد. در یک ترشح مایع ادرار ۲۴-ساعته بیشتر از ۸۰۰ mg، که بیانگر تولید بیش از حد می‌باشد، تجویز یک مهارکننده زانتین اکسیداز ترجیح داده می‌شود.
مهارکننده‌های زانتین اکسیداز (شامل آلوپورینول و فبوکسوستات) تولید اسید اوریک را محدود می‌کنند، و درمان بلندمدت با آن‌ها ایمن بوده و توسط بدن بیمار مورد پذیرش قرار می‌گیرد، و در بیماران مبتلا به نارسایی‌های کلیوی و سنگ اوره قابل استفاده است، گرچه آلوپورینول در تعداد کمی از بیماران حساسیت شدید به وجود آورده است. در چنین مواردی تجویز داروی جایگزین، یعنی فبوکسوستات، توصیه می‌گردد.

## عوارض و آسیب‌های نقرس
در صورتی که نقرس و علت‌های زمینه ای آن کنترل و تعدیل نشوند ممکن است عوارض این بیماری آشکار شوند. این عوارض در اثر رسوب کریستال‌های اسید اوریک در بافت‌های بدن و تخریب آنها ایجاد می‌شود. مهم‌ترین عوارض این بیماری شامل اختلال در راه رفتن و از کار افتادن مفاصل مختلف بدن، سنگ‌ها کلیوی (سنگ کلیه اسید اووریکی)، نارسایی‌های کلیوی، اختلالات شنوایی، اختلال در سلامت پوست و زخم‌های مختلف در نقاط مختلف بدن، افزایش احتمال ابتلا به بیماری‌های قلبی و عروقی از جمله انواع سکته‌ها، افزایش احتمال ابتلا به فشار خون می‌باشد.
لازم است ذکر شود تمامی عوارض گفته شده در قسمت بالا لزوماً در همه افراد مشاهده نمی‌شود و این عوارض بیشتر در نقرس کنترل نشده مشاهده می‌گردد. لازم است ذکر شود پیروی از توصیه‌های درمانی، رعایت نکات مرتبط با تغذیه و در صورت لزوم ادامه دادن دارو درمانی، یک اصل مهم در پیشگیری از ظهور عوارض این بیماری می‌باشد.

## پیش آگهی
یک حملهٔ وخیم نقرس معمولاً اگر درمان نشود، بین پنج تا هفت روز برطرف می‌شود. اما، ۶۰ درصد از افراد معمولاً در طول یک سال دو بار دچار حمله نقرس می‌شوند. افرادی که دچار نقرس هستند، در معرض ابتلا به فشار خون، دیابت، سندروم متابولیک، و بیماری‌های کلیوی و قلب عروقی، بنابراین بیشتر در معرض مرگ هستند. این امر ممکن است تا حدی به خاطر ارتباطش با مقاومت انسلین و چاقی باشد، اما به نظر می‌رسد که قسمتی از این خطر به چیز دیگری وابسته نباشد.
در صورتی که درمان نشود، قسمت‌های وخیم نقرس می‌تواند به حالت مزمن درآید و سطوح مفاصل را تخریب کند، موجب از شکل افتادگی مفصل شود یا موجب بروز توفی بدون درد می‌شود. این توفی‌ها در ۳۰ درصد از افرادی رخ می‌دهند که به مدت ۵ سال درمان نشده‌اند، و اغلب در قسمت مارپیچ گوش، در طول فرایندهای استخوان آرنج، یا بر روی تاندون‌های آشیل رخ می‌دهند. چنانچه درمان‌های مهاجمی انجام شود، ممکن است این بیماری برطرف شود. سنگ کلیه نیز اغلب موجب پیچیده‌تر شدن نقرس می‌شود، و بین ۱۰ تا ۴۰ درصد افراد را تحت تأثیر قرار می‌دهد و به دلیل پایین بودن ph ادرار به وجود می‌آید که ته‌نشین شدن اوریک اسید را تسریع می‌کند. سایر انواع نارسایی مزمن کلیوی نیز ممکن است رخ دهد.

## اپیدمولوژی
تقریباً حدود ۱–۲ درصد از جمعیت ساکنان کشورهای غربی در طول عمر خود دچار نقرس می‌شوند و این بیماری در حال شیوع بیشتری است. میزان ابتلا به نقرس در بین سال‌های ۱۹۹۰ تا ۲۰۱۰ تقریباً دوبرابر شده است. این افزایش میزان ابتلا به نقرس به دلیل افزایش طول عمر، تغییر در رژیم غذایی و افزایش بیماری‌های مرتبط با نقرس، همچون سندروم متابلیک و فشار خون بالا می‌باشد. چندین عامل می‌تواند بر میزان ابتلا به نقرس تأثیر بگذارد، از جمله سن، نژاد و فصل‌های سال. شیوع این بیماری در مردان بالای ۳۰ سال و زنان بالای ۵۰ سال به میزان ۲درصد می‌باشد.
در کشور آمریکا، میزان ابتلا به نقرس در میان مردان آمریکایی آفریقایی-تبار دوبرابر میزان ابتلا به این بیماری در میان آمریکایی‌های اروپایی‌تبار است. این میزان در میان ساکنان جزایر اقیانوس آرام و مائوری‌های نیوزیلند بالا است، اما در میان بومیان استرالیا علی‌رغم میانگین بالای تجمع اوریک اسید سرم در این افراد، میزان ابتلا نادر است. این بیماری در چین، پلی نزی، و مناطق شهری زیر مجموعه صحرای آفریقا بسیار رایج است. برخی مطالعات نشان می‌دهد که حملات نقرس در فصل بهار بیشتر است. این امر به دلیل تغییرات فصلی در رژیم غذایی، مصرف الکل، فعالیت بدنی و دما می‌باشد.

## تاریخچه

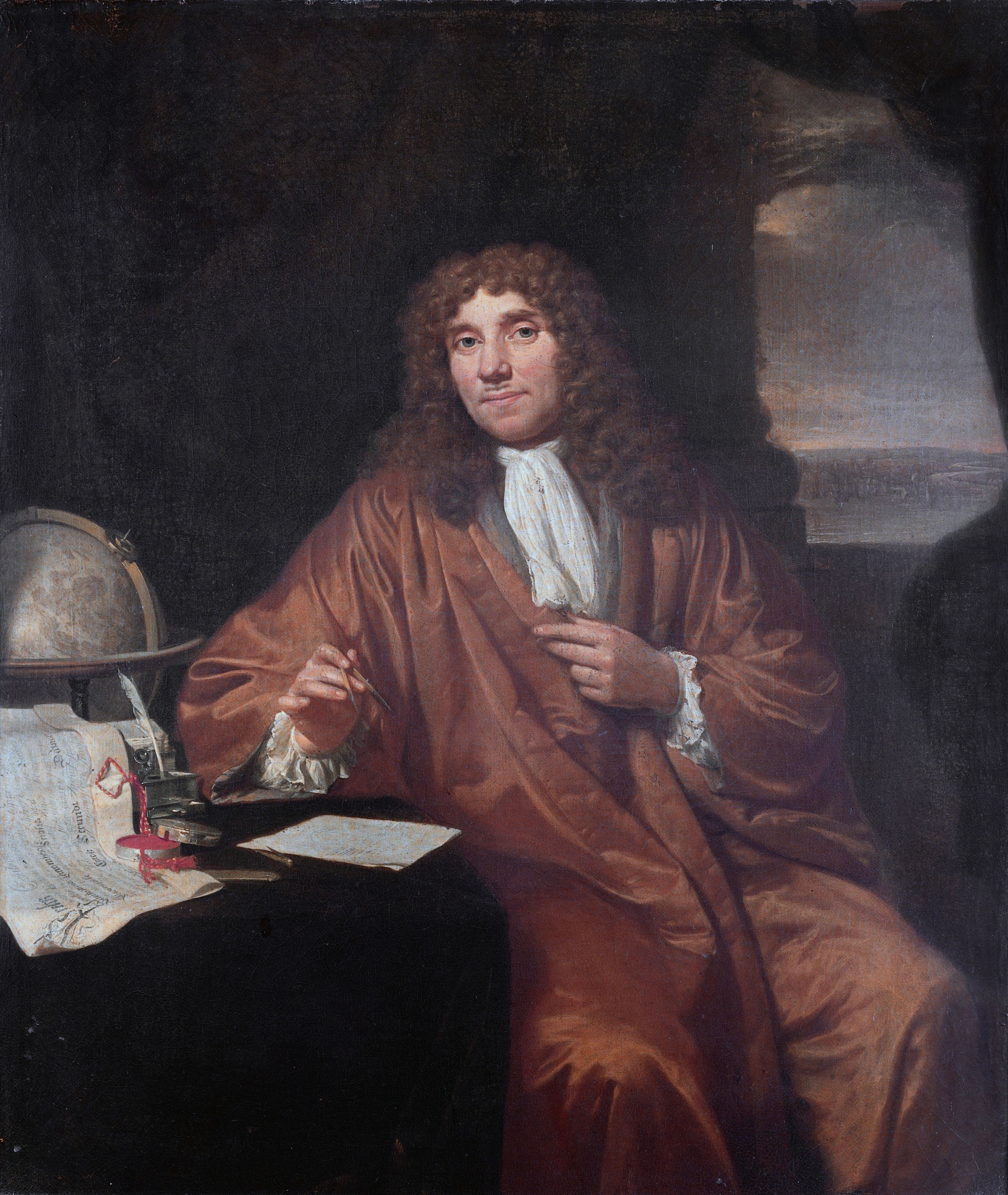
آنتونی وان لیوونهوک ظاهر میکروسکوپی کریستالهای اوریک اسید را این چنین در سال ۱۶۷۹ توصیف کرده است.

واژهٔ "نقرس" یا "gout" ابتدا توسط راندولفوس باکینگی در حدود سال ۱۲۰۰ میلادی مورد استفاده قرار گرفت. این واژه از عبارت "gutta" در زبان لاتین به معنای "یک قطره" (از مایع) گرفته شده است. بر پایه تعریف واژه‌نامه آکسفورد، این واژه از humorism و «مفهوم چکاندن یک ماده بیمارگونه از خون در میان و اطراف مفاصل است».
با این حال، نقرس از دوران عتیق نیز شناخته شده بود. در طول تاریخ، بیماری نقرس را به عنوان «پادشاه بیماریها و بیماری پادشاهان» می‌شناخته‌اند یا «بیماری ثروتمندان». نخستین نوشتهٔ مستند در مورد این بیماری مربوط به مصر باستان اسن که یک توصیف از آرتروز انگشت بزرگ پا و مربوط به سال ۲۶۰۰ قبل از میلاد می‌باشد. پزشک یونانی، بقراط در حدود ۴۰۰ قبل از میلاد در کتاب خود با عنوان کلمات قصار، ضمن توجه به عدم وجود این بیماری در میان خواجگان حرم و زنانپیش از یائسگی این بیماری را ارزیابی کرده بود. آئولوس کورنلیوس سلسیوس در سال ۳۰ میلادی ارتباط میان الکل، شروع بعدی یائسگی در میان زنان و مشکلات کلیوی وابسته را توصیف نموده است:
 مجدداً ادرار غلیظ، که رسوبش سفید است، نشان می‌دهد که درد و بیماری قرار است در ناحیه مفاصل و امعا و احشا رخ دهد… مشکلات مفاصلی در دست و پا بسیار رایج و طولانی هستند، همچون نقرس پا و دست. این بیماریها به ندرت به سراغ خواجگان یا پسران قبل از رابطه جنسی با یک زن می‌آیند یا به ندرت به سراغ زنان می‌آیند به جز زنانی که قاعدگی شان سرکوب شده … برخی افراد با خودداری از شراب، شراب انگور و مقاربت تا آخر عمر خود را ایمن می‌کنند.
در سال ۱۶۸۳، توماس سایدنهام که پزشکی انگلیسی بود، وقوع این بیماری را در ساعات آغازین بامداد توصیف کرده و وقوع آن را در میان مردان مسن چنین پیش‌بینی می‌کند:
 بیماران نقرسی عموماً یا پیرمردها هستند یا مردانی که آنقدر در جوانی خود را فرتوت کرده‌اند که دچار پیری زودرس شده‌اند- از میان این عادتهای مخرب هیچ‌یک بیشتر از مقاربت بیش از حد و عواطف خسته‌کننده، مخرب نیست. قربانی با سلامت و خوبی به تخت خواب می‌رود می‌خوابد. حدود ساعت دو صبح با یک درد شدید در انگشت پا و گاهی در پاشنه، قوزک یا پشت پا یدار می‌شود. این درد شبیه یک دررفتگی اندام است و گاهی هم شبیه این است که آب سرد بر روی شخص بریزند. بعد با احساس سرما و لرز و کمی تب همراه است… شب در عذاب و بی خوابی و درد در ناحیه مبتلا و تغییر مداوم و پیوستهٔ جا، از این دنده به آن دنده شدن مداوم بدن با هر درد در مفصل و این درد وقتی بدتر می‌شود که تشنج به سراغ بیمار می‌آید.
دانشمند هلندی آنتونی وان لیوونهوک نخستین بار در سال ۱۶۷۹ شکل ظاهری کریستال‌های نک اوریک اسید را توصیف کرد. در سال ۱۸۴۸، پزشک انگلیسی آلفرد بارینگ گارود تشخیص داد که این میزان بیش از حد اوریک اسید در خون عامل بروز نقرس بوده است.

## در سایر حیوانات
نقرس در بسیاری از سایر حیوانات نادر است زیرا قادرند آنزیم یوری کیس تولید کنند که اسید اوریک را تجزیه می‌کند. انسان‌ها و دیگر میمونهای بزرگ دارای این قابلیت نیستند و بنابراین نقرس در آن‌ها رایج است. اما گفته می‌شود که گونه 'تیرانوساروس رکس که به عنوان «سو» شناخته می‌شوند، دچار نقرس شده بوده‌اند.

## تحقیق
چندین داروی جدید برای درمان نقرس در حال مطالعه هستند، از جمله آناکینرا، کان اکینوماب و ریلوناسپت. یک آنزیم بازترکیب یوری کیس، (راسبوری کیس) در حال حاضر موجود است؛ اما استفادهٔ آن محدود است زیرا یک واکنش ایمنی خودکار ایجاد می‌کند. داروهایی با همین ویژگی اما با خاصیت پادگنی کمتر در حال ساخت هستند.

## رژیم غذایی
مطالعات جدید پژوهشگران نشان می‌دهد، رژیم غذایی DASH از عود نقرس جلوگیری می‌کند. مصرف میزان بالای گوشت و غذای دریایی خطر نقرس را افزایش داده ولی پروتئین گیاهی این اثر را ندارد. لبنیات کم چرب و مکمل باری با ویتامین c و قهوه اثرات محافظتی دارند. مصرف الکل و فروکتوز نیز با افزایش خطر نقرس در ارتباطند.